# Stivoro
Stivoro was een Nederlandse organisatie die actief was van 1974 tot en met 31 december 2013. Oprichters het Longfonds, de Nederlandse Hartstichting en KWF Kankerbestrijding en het ministerie van VWS waren hiervan gedurende het gehele bestaan de belangrijkste financiers. De naam Stivoro was oorspronkelijk de afkorting van 'Stichting Volksgezondheid en Roken', op 1 maart 2003 aangepast tot STIVORO voor een rookvrije toekomst.  
Het doel van de organisatie was om niet roken normaal te maken. Hiervoor voerde de stichting voorlichtingscampagnes, maar ze hielp ook direct mensen om te stoppen met roken. Voor scholen ontwikkelde STIVORO lesprogramma's.
Stivoro kreeg vanaf de oprichting weinig financiële steun van de oprichters. Deze laatsten waren bang dat actief beleid tegen roken zou leiden tot minder opbrengsten van donateurs. De overheid stelde zich ook terughoudend op en ging pas vanaf 1991 een financiële bijdrage leveren aan de organisatie en de campagnes. Tussen 1974 en 2013 zijn er voorlichtingscampagnes gevoerd, maar het geld daarvoor kwam voornamelijk van VWS en niet van de gezondheidsfondsen.
Nadat VWS in 2011 en de drie oprichtende partijen na 31 december 2013 stopten met de financiering van Stivoro, staakte de organisatie na bijna 30 jaar haar activiteiten en rondde het alleen nog lopende zaken af. VWS wil een deel van de subsidie een vergelijkbare bestemming geven voor voor projecten voor tabaksontmoediging bij het Trimbos Instituut.
De drie gezondheidsfondsen richtten in 2013 de Alliantie Nederland Rookvrij op dat streeft naar een rookvrije generatie in het jaar 2040. In 2018 rookte nog 22,4% van de volwassenen ofwel er zijn zo'n 3 miljoen rokers in Nederland.